# Ennio Flaiano
Ennio Flaiano, (Pescara, 5 de març de 1910 – Roma, 20 de novembre de 1972) va ser un escriptor, guionista, periodista, humorista, crític cinematogràfic i dramaturg italià. Especialitzat en elzeviro, Flaiano va escriure per a l'Oggi, Il Mondo, il Corriere della Sera, i més diaris. Va treballar molt de temps amb Federico Fellini, amb qui va col·laborar extensament amb els temes i els guions de les pel·lícules més famoses del director de Rimini, incloent La strada, La dolce vita i 8½.

## Biografia
"La paraula serveix per ocultar el pensament, el pensament per ocultar la veritat. I la veritat fulmina a aquells que s'atreveixen a mirar-la a la cara. »
(Ennio Flaiano, Un marziano a Roma)
Va néixer el 5 de març del 1910, últim de set fills, de Cetteo Flaiano (1859-1943) i Francesca Di Michele (1873-1938), el jove Ennio passa una infantesa de viatges i desplçaments continus entre Pescara, Camerino, Senigallia, Fermo e Chieti, entre escoles i col·legis.
Al 1922 arriba a Roma (viatjant el 27 d'octubre amb tren, per casualitat, en companya de feixistes de la "Marxa a Roma", de la qual més tard en contarà gustoses anècdotes).
A la capital italiana compleix els estudis secundaris al Convitto Nazionale fins al liceu de belles arts (diplomat el 1929) i s'inscriu a la Facultad d'Arquitectura, sense però acabar els estudis universitaris.